# Monasterio de Mar Mattai
El monasterio de Mar Mattai en siríaco: ܕܝܪܐ ܕܡܪܝ ܡܬܝ; en árabe: دير مار متى), se encuentra en la cima del Monte Alfaf  de la gobernación de Nínive en el norte de Irak y está a 20 kilómetros de Mosul. Es reconocido como uno de los monasterios cristianos más antiguos que existen y es famoso por su magnífica biblioteca y la considerable colección de manuscritos del cristianismo siríaco. También es el centro de un arzobispado, con el obispo Mor Timothius Mousa A. Shamani al frente del servicio. El monasterio está regido por la Iglesia ortodoxa siria, aunque cada 18 de septiembre varias iglesias cristianas también se reúnen para conmemorar la muerte de San Mateo.

## Historia
El monasterio fue fundado en el 363 por el ermitaño Mar Mattai que había huido de la persecución en Amida bajo el emperador romano Juliano el Apóstata. Según la tradición siríaca, estuvo involucrado en la curación de la hermana de Mor Behnam y en la conversión de ambos al cristianismo. Su padre, el rey Sinharib de Asiria, inicialmente mató a su hijo e hija, pero luego se retractó y le otorgó a Mattai un lugar en la cima del monte Alfaf para establecer su monasterio. Mattai o Mateo, se unió rápidamente a un pequeño grupo de seguidores siríacos y, bajo su liderazgo, esa comunidad desarrolló un verdadero espíritu monástico.
En 1171, los kurdos vecinos lideraron varios ataques contra el monasterio y fueron rechazados por una coalición de monjes y cristianos locales. Los kurdos les prometieron a los monjes que detendrían sus ataques y les pagaron 30 dinares y los monjes enviaron a los cristianos locales a sus aldeas con la creencia de que el monasterio estaría a salvo. Más tarde, una fuerza de 1500 kurdos logró saquear el monasterio y matar a 15 monjes que no encontraron refugio en la ciudadela superior. Los monjes que sobrevivieron al ataque abandonaron el monasterio y se trasladaron a Mosul. Al enterarse del ataque, el gobernador de Mosul atacó a los kurdos, matando a muchos; en represalia los kurdos destruyeron nueve aldeas nestorianas, mataron a sus habitantes y atacaron el monasterio de Mar Sergius.
En 1369, otro ataque kurdo al monasterio dañó muchos de sus manuscritos. Durante el siglo XIX, los kurdos saquearon el monasterio en numerosas ocasiones.
El monasterio se mantiene actualmente en la Iglesia ortodoxa siria y sirve a las pequeñas aldeas agrícolas cercanas. Cada año, los cristianos de varias denominaciones de la iglesia se reúnen en el monasterio el 18 de septiembre para conmemorar el día de la muerte de Mar Matti.
Desde la adquisición en 2014 de las milicias islamistas del estado islámico en la región, el monasterio está en plena línea del frente. Alberga a muchas familias de campesinos cristianos obligados a huir de sus aldeas. El monasterio se beneficia únicamente de la protección de las milicias locales de Dwekh Nawsha (milicia del ejército asirio) en coordenación con combatientes kurdos del Peshmerga.